# سوناو کاساهارا
سوناو کاساهارا (انگلیسی: Sunao Kasahara؛ زادهٔ ۲۱ ژوئیهٔ ۱۹۸۹) بازیکن فوتبال اهل ژاپن است.